# 천성관
천성관(千成寬, 1957년 10월 9일 ~ , 충청남도 논산시)은 대한민국의 법조인이다. 서울고등검찰청 차장검사, 제51대 서울중앙지방검찰청장 등을 역임했다. 본관은 영양이다.
검찰내에서 '공안통'으로 평가받고 있다. 이명박 정부에서 서울중앙지방검찰청 검사장으로 재직하며, 용산 철거 현장 화재 사건과 MBC 《PD수첩》 광우병 보도 수사를 지휘했다. 이명박 대통령이 다녔던 소망교회를 다닌 것으로 알려져 있다. 임채진 전 검찰총장에 이어 검찰총장으로 내정됐으나, 비리 의혹에 연루되면서 7월 14일 내정 23일 만에 결국 사의를 표명했다. 그는 검찰총장에 대한 청문회 제도가 도입된 이후 임명되기 전 사퇴한 최초의 내정자이다. 현재 김앤장 법률사무소에서 변호사로 일하고 있다.

## 주요 수사 사건

### 이진삼의원 구속수사
1993년 서울지검 공안1부 검사 시절 1985년 김영삼 전 대통령의 집 절도 및 1986년 양순직 당시 신민당 부총재 폭행을 지시한 혐의로 이진삼 국군 정보사령관(자유선진당 의원)을 구속 수사했다.

### 영남위원회 사건
1998년 9월 부산지검 공안부장 시절 그는 영남위원회(일명 동창회)라는 반국가단체를 결성한 혐의로 김창현 민주노동당 울산시당위원장 등 15명을 구속 기소했는데, 2000년 1월 부산고등법원은 대법원 파기환송심에서 피고인 12명에게 무죄를 확정했다.

### 의료계 폐업 사건 및 낙선운동
그는 2000년부터 서울중앙지검 공안부 부장검사로 지내면서 2000년 8월에는 의료계 폐업 사건과 관련해 신상진 한나라당 의원(의권쟁취투쟁위원장)의 구속 수사를 지휘했으며, 2000년 4.13 총선에서 낙선운동을 주도한 총선연대 공동대표 최열과 박원순 상임집행위원장, 장원 대변인을 수사했고, 1심에서 1년의 징역을 구형했다.

### 만경대방명록 사건
2001년에는 강정구 동국대학교 교수를 비롯한 8.15 민족통일대축전 방북단 일부가 사전 지령을 받았다는 확인되지 않은 피의사실을 연행조사단계에서 공표하였다가 이를 취소하는 소동을 벌이기도 했다. 천성관은 강정구 교수를 만경대 방명록에 "만경대 정신을 이어받아 통일위업 이룩하자"는 내용을 적었다는 이유로 국가보안법 위반 혐의로 구속기소했으나 사전지령 내지 사전교감에 대한 증거는 찾지 못했다.

### 여간첩원정화사건
2008년 수원지검장 재직 시에는 탈북자로 위장 입국해 군 장교와 접촉, 군사기밀을 빼낸 혐의로 고정 간첩 원정화 사건 수사를 지휘했으며 원정화는 징역 5년형을 받았다. 하지만 원정화의 조사중 기소된 원정화의 계부 김동순에 대해 1심 재판부는 "김씨가 북한을 이탈해 중국에서 6년, 한국에서 1년 7개월을 거주하는 동안 이렇다 할 간첩 활동을 했다는 구체적 직접 증거가 없어 간첩이라고 단정하기는 어렵다"고 무죄를 선고하면서, 검찰이 면밀한 수사 없이 간접 사실만을 가지고 간첩이라 지목하고 체포했다며 검찰의 수사를 비판했다.

### 용산참사와PD수첩수사
2009년 서울중앙지검장 부임 직후 발생한 용산 참사 사건과 MBC의 《PD수첩》 사건을 지휘했다. 용산 참사 사건에서 천성관의 지휘를 받는 수사팀은 농성자 20명, 용역업체 직원 7명을 기소했으나, 경찰에는 책임을 묻지 않았다. 또 《PD수첩》 광우병 보도 수사에서는 방송 작가의 7년에 걸친 이메일을 압수수색하고 그 일부를 언론에 공개하여 여론 몰이라는 비판을 받기도 했다.

### 노무현 대통령 구속 주장
고 노무현 전 대통령의 수사중 임채진 당시 검찰총장이 구속에 대한 의견을 묻자 절반 이상이 불구속을 주장했으나, 천성관은 신상규 당시 광주고검장과 함께 구속영장 청구를 주장했다.

## 검찰총장 내정
전임 검찰총장이었던 임채진이 사법시험 19회였던 만큼, 차기 검찰총장은 20회 또는 21회에서 나올 것으로 대부분의 언론사에서 예측했으나, 조선일보에서는 천성관의 파격 발탁 가능성을 처음으로 내보였다. 예상을 뒤엎고 청와대는 22기 천성관을 내정했다. 검찰 내부에서는 "전례를 찾아보기 힘든 인사 태풍이 불어닥칠 것"이라는 예측이 나왔고, 권재진 서울고검장과 김준규 대전고검장은 검찰총장 내정 발표 하루 만에 용퇴했다.
천성관은 이명박의 후견인으로 알려진 천신일과 '영양 천씨 종친회'에서 함께 간부직을 맡은 것으로 알려졌다. 그는 또 학창시절 성가대 회장을 역임할 정도로 독실한 개신교 신자로 알려져 있으며, 검찰 일부에서는 이런 종교적인 부분이 검찰총장 전격 발탁에 한 몫을 한 것으로 보는 시선도 있다.
한나라당 장일 부대변인은 청문회 직후 "공직생활 24년에 아파트 한 채가 전 재산인 사람을 억지 춘향으로 엄청난 부정을 저지른 것처럼 호도하는 것은 책임 있는 자세가 아니다"고 논평을 냈고, 주성영 의원은 "검사 생활 24년에 재산이 15억 원 정도면 보기 드물게 청렴하다"며 천 후보자를 옹호하였다. 아울러 청와대 측에서도 "내정을 철회할 만한 사안은 아니다"라고 옹호하였다.

### 사퇴
그는 2009년 7월 14일에 사퇴의사를 밝혔다. 이는 이명박 대통령에게 미칠 악영향을 차단하고, 검찰조직의 위상을 떨어뜨린점에 대한 사죄의 의미로 해석되고있다. 유럽 순방을 마치고 귀국한 이명박 대통령도 참모들로부터 천 후보자와 관련된 보고를 받고 "어떻게 국회청문회에서 거짓말을 할 수가 있느냐"는 반응을 보인 것으로 알려졌다. 청와대 핵심 관계자들은 천 후보자가 고가 아파트 구입과 관련해 돈을 준 박모씨와 일본에서 골프 친 사실을 거짓말한 게 치명적이었다고 평가했다. 7월 15일 이동관 청와대 대변인은 "무엇보다 국민의 정부에 대한 신뢰와 직결되는 문제"라며 천 후보자의 내정을 공식 철회했다. 이와 관련, 정동기 청와대 민정수석은 "검찰총장 후보자의 선정 및 검증의 불찰로 대통령에게 누를 끼친 것은 참으로 송구스럽다"며 "소관수석으로 모든 책임을 지겠다"고 사의를 표명했다. 그러나 일각에서는 이번 인사실패로 인해 청와대의 인사시스템 개편 논의는 불가피해보인다고 평가했다. 또한 정부와 한나라당은 천후보에 대한 태도를 바꿔 비판받기도 한다.

## 청문회 및 비리 의혹
그는 검찰총장에 내정된 뒤, 청문회를 전후로 하여 야당과 언론에 의해 그에 관련된 많은 비리 및 위법 의혹들이 밝혀졌다. 한편 여당은 이런 천성관에 대해 청렴한 검사라며 두둔했다. 결국 7월 14일 사퇴의사를 밝혔다.

### 스폰서 의혹
천성관은 2009년 3월 28억 7500만원짜리 신사동의 고가 아파트를 구입하는 과정에서 15억 5천만 원을 빌린 건설업자 박 모씨와의 스폰서 관계 의혹이 일고있다. 그는 아파트 구입을 위해 은행이자보다도 낮은 이율로 박모씨에게 돈을 빌렸으며, 원래 살던 아파트는 후보 내정 이후에야 팔았다. 또 동생에게도 5억원을 무이자로 빌렸다고 해명했는데, 그 동생은 서울 구로구에서 84.5m2(26평)짜리 아파트에 살고 있다고 한다.
그는 또 부인이 인테리어 업자가 리스한 차를 타고 다녔다는 의혹에 대해, 지인인 인테리어업자 석모씨 아들이 실소유자였다 유학가자 승계한 것이라고 밝혔다. 그러나 실소유자가 외국에 가 있는 동안 해당 차량이 신호위반 적발 기록이 남아 있었으며, 이 범칙금을 리스회사에서 납부하였다. 또 이 차는 2009년 초 ㅎ백화점에서 다른 사람 명의의 VVIP 주차카드를 발급받은 것으로 되어있어 의혹을 더 부채질하기도 했다. 이런 의혹들에 대해 본인은 자세한 경위에 대해서는 모르는 일이라고 말했다.

### 위장 전입
국회에 낸 인사청문자료에 따르면 천성관은 1998년 서울 서초구 반포동 반포아파트에 살다가 같은 해 5월, 영등포구 여의도동 공작아파트로 주소지를 옮겼다가, 한달 뒤인 6월엔 다시 지인이 살고 있던 강남구 압구정동 현대아파트로 이전했다. 박지원 민주당 의원은 "아들이 강남의 ㄱ고교로 배정되자 마음에 들지 않아 거짓으로 여의도로 주소를 옮긴 뒤 다시 강남으로 옮기며 ㄴ고교로 전학한 것”이라고 주장했다. 박 의원은 “이는 명백한 위장전입"이라고 추궁했고, 천성관도 위장전입 사실을 시인했다. 주민등록법 제37조에 따르면 주민등록에 관해 거짓의 사실을 신고하는 경우 경우 3년 이하의 징역 또는 1000만원 이하의 벌금에 처하도록 되어있다.

### 장남 결혼식 답변
천성관은 왜 결혼식 청첩장을 돌리지 않았냐며 천성관의 검소함을 부각시킨 주성영의 질문에 장남의 결혼식을 "작은 교외"에서 올렸다고 답변했으나, 곧 이은 박지원의 질문에 따라 이 "작은 교외"가 6성급의 W모 호텔의 야외였음을 곧 실토했다.

## 학력
- 경기고등학교 졸업
- 서울대학교 법학과 졸업

## 경력
- 1980년 사법시험 22회 합격(사법연수원 12기 수료)
- 1982년 ~ 1985년 육군법무관
- 1985년 ~ 1988년 수원지방검찰청 검사
- 1988년 대전지방검찰청 서산지청 검사
- 1989년 ~ 1991년 법무부 검찰2과 검사
- 1991년 ~ 1993년 서울지방검찰청 검사
- 1992년 서울지방검찰청 검사 (고등검찰관)
- 1993년 9월 ~ 1995년 9월 제35대 수원지방검찰청 여주지청장
- 1995년 대검찰청 검찰연구관
- 1996년 ~ 1997년 수원지방검찰청 공안부장검사
- 1998년 부산지방검찰청 공안부장검사
- 1999년 대검찰청 공안1과장
- 2000년 서울중앙지방검찰청 공안2부장검사
- 2001년 서울중앙지방검찰청 공안1부장검사
- 2002년 대검찰청 공안기획관
- 2003년 수원지방검찰청 제2차장검사
- 2004년 부산지방검찰청 제2차장검사
- 2005년 부산지방검찰청 제1차장검사
- 2006년 2월 ~ 2007년 3월 울산지방검찰청 검사장
- 2007년 3월 ~ 2008년 3월 서울남부지방검찰청 검사장
- 2008년 3월 ~ 2009년 1월 수원지방검찰청 검사장
- 2009년 1월 ~ 2009년 7월 서울중앙지방검찰청 검사장
- 2009년 법무법인 로월드 변호사
- 2011년 11월 김&장 법률사무소 변호사
- 천성관법률사무소 변호사
- 2016년 3월 ~ 2019년 3월 두산건설 사외이사
- 2019년 3월 ~ 2021년 5월 CJ 사외이사
- CJ 내부거래위원회 위원장
- CJ 보상위원회 위원
- CJ 감사위원회 위원
- CJ 사외이사후보추천위원회 위원
- 2019년 3월 ~ 2022년 3월 두산 사외이사
- 두산 감사위원회 위원
- 두산 보상위원회 위원

## 가족 관계
- 부인
- 1남, 1녀